# 해길랍
"해길랍"(중국어: 海吉拉 하이지라[*])은 2018년 공개된 타이완의 텔레비전 영화이다. 영화 제목은 여성의 성 정체성을 갖고 있는 남아시아의 생리적인 남성 계층인 히즈라를 뜻한다. 주인공 완팅 역은 타이완의 실존 간성 인물인 추아이즈(丘愛芝)를 바탕으로 하였다.

## 출연
- 쉬광한 - 원탕셩 역
- 야오아이닝 - 류완팅 역
- 린이전 - 허시전 역